# Хомяков, Илларион Мартемьянович
Илларион Мартемьянович Хомяков (1918—2002) — геофизик, инженер-электрик, доцент (1966), доктор технических наук (1968), профессор (1971), генерал-майор-инженер (1972). Участник Великой Отечественной войны, награждён орденами Ленина (1968), Орден Отечественной войны I степени (1985), Дружбы народов (1982). Заслуженный деятель науки и техники Казахской ССР (1968). Научный консультант на космодроме Байконур (1965—1974), действительный член Инженерной академии Республики Башкортостан (1992).

## Биография
Родился 17 ноября 1918 года в селе Никольское Нуримановского района.
Илларион Мартемьянович Хомяков — участник Великой Отечественной войны. 
Поступил в Свердловский горный институт, который окончил в 1942 году, затем в 1947 году окончил Военную Краснознамённую академию связи им. С. М. Будённого, в 1954 году — Высшие инженерные курсы при МВТУ им. Баумана.
Хомяков И. М. с 1942 года по 1974 год в Вооруженных силах СССР. С 1947 года работал в городе Рыбинске Ярославской области — инженер-конструктор Центральной ремонтно-производственной базы, затем был начальником радиоцеха Центральной базы связи. С июня 1949 года был на полигоне Капустин Яр, где познакомился с советским учёным, конструктором ракетно-космических систем С. П. Королёвым. В 1955 году защитил кандидатскую диссертацию в Военной академии имени Дзержинского, затем с августа 1956 года вновь был на полигоне Капустин Яр.
С 1963 года — начальник кафедры эксплуатация специального вооружения Пермского высшего командно-инженерного училища. С 1965 года — заместитель начальника полигона Байконур по научной работе, с 1967 года — заместитель начальника полигона по научно-исследовательским и опытно-испытательным работам и одновременно в 1970—1974 годах был заведующим кафедрой электрорадиоустройств и систем управления в филиале Московского авиационного института «Восход».
В 1963 году Илларион Мартемьянович — председатель Государственной комиссии по отработке новой технологии запуска ракетк.
По 1974-й год Хомяков Илларион Мартемьянович занимался полётами ракетно-космической техники, ее отработкой, затем уволился в запас, работал в Уфимском авиационном институте (1974—1999) — был профессором, деканом,  заведовал кафедрой авиационного электрооборудования.
Свою научную деятельность Хомяков посвятил полигонным испытаниям ракетно‑космической техники, проблеме повышения боеготовности ракет стратегического назначения. Является автором более 150 научных работ, имеет авторские свидетельства на изобретения, подготовил более 20 кандидатов наук и два доктора наук.
Награждён орденами Ленина, Орден Отечественной войны I степени, Дружбы народов, медалями, заслуженный деятель науки и техники Казахской ССР. В мае 2004 года в городе Уфе, на доме по улице Блюхера, 16, где проживал Хомяков Илларион Мартемьянович была установлена мемориальная доска.
Скончался в городе Уфе 20 марта 2002 года, похоронен на Южном кладбище.

## Награды
- Орден Ленина;
- Орден Отечественной войны I степени;
- Орден Дружбы народов;
- Медали;
- Заслуженный деятель науки и техники Казахской ССР.